# Jasmin Glaesser
Jasmin Glaesser (ur. 8 lipca 1992 w Paderborn) – kanadyjska kolarka torowa i szosowa, dwukrotna medalistka olimpijska oraz wielokrotna medalistka torowych mistrzostw świata.

## Kariera
Pierwszy sukces Glaesser osiągnęła w 2010 roku, kiedy zdobyła złote medale mistrzostw Kanady w kolarstwie szosowym w kategorii juniorów w indywidualnej jeździe na czas i wyścigu ze startu wspólnego. Na rozgrywanych rok później igrzyskach panamerykańskich w Guadalajarze osiągnęła swój pierwszy sukces w kolarstwie torowym, zdobywając złoty medal w wyścigu drużynowym na dochodzenie. Podczas mistrzostw świata w Melbourne w 2012 roku zdobyła srebrny medal w wyścigu punktowym, w którym lepsza była tylko Rosjanka Anastasija Czułkowa. Na tych samych mistrzostwach wspólnie z Tarą Whitten i Gillian Carleton wywalczyła brązowy medal w wyścigu drużynowym na dochodzenie. W 2012 roku brała także udział w igrzyskach olimpijskich w Londynie, gdzie reprezentantki Kanady w składzie z MŚ w Melbourne zdobyły drużynowo brązowy medal. Kolejny sukces osiągnęła podczas mistrzostw świata w Mińsku w 2013 roku, gdzie razem z Gillian Carleton i Laurą Brown ponownie zajęła trzecie miejsce w wyścigu drużynowym na dochodzenie. Na rozgrywanych rok później mistrzostwach świata w Cali razem z Laurą Brown, Allison Beveridge i Stephanie Roordą zdobyła drużynowo srebrny medal. Na tych samych mistrzostwach była też trzecia w wyścigu punktowym, przegrywając tylko z Amy Cure z Australii i Niemką Stephanie Pohl. W 2016 roku Kanadyjki po raz kolejny wywalczyły brązowy medal w drużynowym wyścigu na dochodzenie podczas igrzysk olimpijskich w Rio de Janeiro.